# Gosling (група)
Gosling (известен преди като Loudermilk) е американска рок група, създадена в Три-Ситис, Вашингтон. По-късно, през 2004 г., групата променя както името, така и музикалния си стил и става известна като Gosling. През 2004 г. те издават самостоятелно EP чрез The Control Group, а през 2006 г. последния си албум Here Is... чрез V2. Изиграват концерти с Velvet Revolver и Rose Hill Drive, преди в крайна сметка да се разпаднат.